# Línea 1 del Metrobús de la Ciudad de México
La Línea 1 del Metrobús de la Ciudad de México es una línea de autobuses de tránsito rápido, es la primera y más antigua de la red del Metrobús de la Ciudad de México. Tiene 46 estaciones dividas en 5 rutas y su color distintivo es el rojo. Está construida al centro de la Ciudad de México, con dirección al sur y norte de la ciudad. Tiene una longitud de 28.1 kilómetros.
Tiene transbordo gratuito con la Línea 2 en las estación Nuevo León; con la Línea 3 en las estaciones Circuito, La Raza y Buenavista; con la Línea 4 en las estaciones Buenavista y Plaza de la República; con la Línea 6 en la estación Deportivo 18 de Marzo; y con la Línea 7 en las estaciones Indios Verdes, Reforma y Hamburgo.
Para realizar el transbordo, el usuario debe salir de la estación de la Línea 1 y caminar hacia la estación del mismo nombre de la Línea 2, la Línea 3 o la Línea 4. Únicamente se permite un transbordo por persona-tarjeta-viaje.

## Historia
La línea 1 fue el primer trayecto del Metrobús en ser construido. El 1 de octubre de 2004, la Secretaría de Transportes y Vialidad publicó, en la Gaceta Oficial del Distrito Federal, el aviso de aprobación del establecimiento del «Corredor de Transporte Público de Pasajeros Metrobús Insurgentes» en el tramo de 19.4 kilómetros comprendido entre la estación Indios Verdes del Metro de la Ciudad de México y el Eje 10 Sur (Av. Copilco).
El 12 de noviembre de 2004, la Secretaría de Transportes y Vialidad publicó, en la Gaceta Oficial del Distrito Federal, el aviso de «declaratoria de necesidad para la prestación del servicio público de transporte de pasajeros en el corredor de transporte público de pasajeros Metrobús Insurgentes». En esta declaratoria se estableció el esquema de operación del Corredor Insurgentes. 20 unidades del parque vehicular estarían a cargo de la Red de Transporte de Pasajeros del Distrito Federal, mientras que las 60 restantes estarían bajo el control del transporte concesionado. La regulación, supervisión y control de la operación del Corredor Insurgentes quedaría a cargo de un organismo público descentralizado creado por el gobierno del Distrito Federal.
El 4 de diciembre de 2004 comenzaron las obras de construcción del Corredor Insurgentes sobre Av. de los Insurgentes entre el Eje 6 Sur (calle Holbein) y la calle Santa Margarita, en la colonia Insurgentes San Borja.
El 19 de junio de 2005 fue inaugurada por el Jefe de gobierno del Distrito Federal, Andrés Manuel López Obrador. La línea, conocida originalmente como el Corredor de Insurgentes, tuvo inicialmente 36 estaciones, desde Indios Verdes hasta Doctor Gálvez. 
En 2008 la línea fue expandida al sur hasta la estación El Caminero, en Tlalpan. En 2011 fue construida la estación Centro Cultural Universitario, ubicada entre la estación Ciudad Universitaria y Perisur.

## Rutas
Las rutas de la línea son:
| Ruta              | Inicio        | Final             | Estaciones |
| ----------------- | ------------- | ----------------- | ---------- |
| Completa          | Indios verdes | El Caminero       | 46         |
| Insurgentes       | Indios verdes | Insurgentes       | 15         |
| Doctor Gálvez     | Indios verdes | Doctor Gálvez     | 36         |
| Sur               | Buenavista    | El Caminero       | 38         |
| Centro            | Buenavista    | Colonia del Valle | 17         |
| Norte             | Indios verdes | Colonia del Valle | 25         |
| Santa Cruz Atoyac | Indios verdes | Santa Cruz Atoyac | 26         |
| Rojo Gómez        | Doctor Gálvez | Rojo Gómez        | 37         |

## Estaciones
| Estación                      | Iconografía                                                | Inauguración            | Alcaldía          | Tipo de estación            | Rutas                                                           | Conexiones |
| ----------------------------- | ---------------------------------------------------------- | ----------------------- | ----------------- | --------------------------- | --------------------------------------------------------------- | --- |
| Indios Verdes                 | Monumento a los Indios Verdes                              | 19 de junio de 2005     | Gustavo A. Madero | Terminal de correspondencia | - Completa - Insurgentes - Doctor Gálvez - Norte - Atoyac       | Correspondencia - Línea 7 Otros servicios - Indios Verdes - Indios Verdes - Indios Verdes - Indios Verdes - 101, 101-A, 101-B, 101-D, 102, 107-B, 108 |
| Deportivo 18 de marzo         | Jugador de pelota mesoamericano                            | 19 de junio de 2005     | Gustavo A. Madero | Correspondencia             | - Completa - Insurgentes - Doctor Gálvez - Norte - Atoyac       | Correspondencia - Línea 6 Otros servicios - Deportivo 18 de marzo - Deportivo 18 de marzo - 15-B                                                      |
| Euzkaro                       | Fábrica                                                    | 19 de junio de 2005     | Gustavo A. Madero | Paso                        | - Completa - Insurgentes - Doctor Gálvez - Norte - Atoyac       | Otros servicio - 15-A, 15-B |
| Potrero                       | Caballo                                                    | 19 de junio de 2005     | Gustavo A. Madero | Paso                        | - Completa - Insurgentes - Doctor Gálvez - Norte - Atoyac       | Otros servicios - Potrero - 25, 104 - 15-C |
| La Raza                       | Monumento a La Raza                                        | 19 de junio de 2005     | Gustavo A. Madero | Correspondencia             | - Completa - Insurgentes - Doctor Gálvez - Norte - Atoyac       | Correspondencia - Línea 3 Otros servicios - La Raza - La Raza - La Raza - 11-A, 12, 23, 27-A, 103 - 7-D, 20-C, 20-D - La Raza                         |
| Circuito                      | Círculos concéntricos                                      | 19 de junio de 2005     | Cuauhtémoc        | Correspondencia             | - Completa - Insurgentes - Doctor Gálvez - Norte - Atoyac       | Correspondencia - Línea 3 Otros servicio - 200 - 7-D, 20-A, 20-D                                                                                      |
| San Simón                     | Busto de San Simón Apóstol                                 | 19 de junio de 2005     | Cuauhtémoc        | Paso                        | - Completa - Insurgentes - Doctor Gálvez - Norte                | Otros servicio - 20-B |
| Manuel González               | Busto de Manuel González Flores                            | 19 de junio de 2005     | Cuauhtémoc        | Paso                        | - Completa - Insurgentes - Doctor Gálvez - Norte                | Otros servicio - 10-B |
| Buenavista                    | Locomotora vista de frente                                 | 19 de junio de 2005     | Cuauhtémoc        | Correspondencia             | - Completa - Insurgentes - Doctor Gálvez - Norte - Centro - Sur | Correspondencia - Línea 3 - Línea 4 Otros servicios - Buenavista - Buenavista - Buenavista - 10-E, 11-C, 12-B - Alquiler de Ecobici                   |
| El Chopo                      | Fachada del Museo Universitario del Chopo                  | 19 de junio de 2005     | Cuauhtémoc        | Paso                        | - Completa - Insurgentes - Doctor Gálvez - Norte - Centro - Sur | Otros servicios - Alquiler de Ecobici |
| Revolución                    | Monumento a la Revolución                                  | 19 de junio de 2005     | Cuauhtémoc        | Paso                        | - Completa - Insurgentes - Doctor Gálvez - Norte - Centro - Sur | Otros servicios - Revolución - 2-B, 16-A, 16-B - Alquiler de Ecobici                                                                                  |
| Plaza de la República         | Vista aérea de la Plaza de la República                    | 19 de junio de 2005     | Cuauhtémoc        | Correspondencia             | - Completa - Insurgentes - Doctor Gálvez - Norte - Centro - Sur | Correspondencia - Línea 4 Otros servicios - 12-B - Alquiler de Ecobici                                                                                |
| Reforma                       | Monumento a la Independencia                               | 19 de junio de 2005     | Cuauhtémoc        | Correspondencia             | - Completa - Insurgentes - Doctor Gálvez - Norte - Centro - Sur | Correspondencia - Línea 7 Otros servicios - 19-H - Alquiler de Ecobici                                                                                |
| Hamburgo                      | Castillo sobre un río                                      | 19 de junio de 2005     | Cuauhtémoc        | Correspondencia             | - Completa - Insurgentes - Doctor Gálvez - Norte - Centro - Sur | Correspondencia - Línea 7 Otros servicios - Alquiler de Ecobici                                                                                       |
| Glorieta Insurgentes          | Campana de Dolores                                         | 19 de junio de 2005     | Cuauhtémoc        | Paso                        | - Completa - Insurgentes - Doctor Gálvez - Norte - Centro - Sur | Otros servicios - Insurgentes - 34-A - 18-C, 19-E, 19-F, 19-G, 19-H - Alquiler de Ecobici                                                             |
| Durango                       | Alacrán                                                    | 19 de junio de 2005     | Cuauhtémoc        | Paso                        | - Completa - Doctor Gálvez - Norte - Centro - Sur               | Otros servicios - 19, 19-A - Alquiler de Ecobici |
| Álvaro Obregón                | Busto de Álvaro Obregón                                    | 19 de junio de 2005     | Cuauhtémoc        | Paso                        | - Completa - Doctor Gálvez - Norte - Centro - Sur               | Otros servicios - Insurgentes - Alquiler de Ecobici                                                                                                   |
| Sonora                        | Venado                                                     | 19 de junio de 2005     | Cuauhtémoc        | Paso                        | - Completa - Doctor Gálvez - Norte - Centro - Sur               | Otros servicios - 19, 19-A - Alquiler de Ecobici |
| Campeche                      | Torrecilla del Fuerte de San José el Alto                  | 19 de junio de 2005     | Cuauhtémoc        | Paso                        | - Completa - Doctor Gálvez - Norte - Centro - Sur               | Otros servicios - Alquiler de Ecobici |
| Chilpancingo                  | Avispa                                                     | 19 de junio de 2005     | Cuauhtémoc        | Paso                        | - Completa - Doctor Gálvez - Norte - Centro - Sur               | Otros servicios - Chilpancingo - Alquiler de Ecobici                                                                                                  |
| Nuevo León                    | León coronado                                              | 19 de junio de 2005     | Cuauhtémoc        | Correspondencia             | - Completa - Doctor Gálvez - Norte - Centro - Sur - Rojo Gómez  | Correspondencia - Línea 2 Otros servicios - Alquiler de Ecobici                                                                                       |
| La Piedad                     | Corrientes de agua                                         | 19 de junio de 2005     | Benito Juárez     | Paso                        | - Completa - Doctor Gálvez - Norte - Centro - Sur - Rojo Gómez  | Otros servicios - Alquiler de Ecobici |
| Polifórum                     | «La Marcha de la Humanidad» de Siqueiros                   | 19 de junio de 2005     | Benito Juárez     | Paso                        | - Completa - Doctor Gálvez - Norte - Centro - Sur - Rojo Gómez  | Otros servicios - Alquiler de Ecobici |
| Nápoles                       | Columna de estilo romano                                   | 19 de junio de 2005     | Benito Juárez     | Paso                        | - Completa - Doctor Gálvez - Norte - Centro - Sur - Rojo Gómez  | Otros servicios - Alquiler de Ecobici |
| Colonia del Valle             | Árbol frutal                                               | 19 de junio de 2005     | Benito Juárez     | Paso                        | - Completa - Doctor Gálvez - Norte - Centro - Sur - Rojo Gómez  | Otros servicios - Alquiler de Ecobici |
| Ciudad de los Deportes        | Toro de lidia                                              | 19 de junio de 2005     | Benito Juárez     | Paso                        | - Completa - Doctor Gálvez - Sur - Rojo Gómez                   | Otros servicios - Alquiler de Ecobici |
| Parque Hundido                | Reloj floral                                               | 19 de junio de 2005     | Benito Juárez     | Paso                        | - Completa - Doctor Gálvez - Sur - Rojo Gómez                   | Otros servicios - Alquiler de Ecobici |
| Félix Cuevas                  | Silueta del Multifamiliar Presidente Alemán                | 19 de junio de 2005     | Benito Juárez     | Paso                        | - Completa - Doctor Gálvez - Sur - Rojo Gómez                   | Otros servicios - Insurgentes Sur - Insurgentes Sur - 6-A - Alquiler de Ecobici                                                                       |
| Río Churubusco                | Cañón de artillería                                        | 19 de junio de 2005     | Benito Juárez     | Paso                        | - Completa - Doctor Gálvez - Sur - Rojo Gómez                   | Otros servicios - Alquiler de Ecobici - 1-D, 120, 121-A, 200 - 22-A - Río Churubusco                                                                  |
| Teatro de los Insurgentes     | Ojo cubierto por una mano                                  | 19 de junio de 2005     | Benito Juárez     | Paso                        | - Completa - Doctor Gálvez - Sur - Rojo Gómez                   | |
| José María Velasco            | Silueta del volcán Popocatépetl                            | 19 de junio de 2005     | Álvaro Obregón    | Paso                        | - Completa - Doctor Gálvez - Sur - Rojo Gómez                   | Otros servicios - 6-A |
| Francia                       | Torre Eiffel                                               | 19 de junio de 2005     | Álvaro Obregón    | Paso                        | - Completa - Doctor Gálvez - Sur - Rojo Gómez                   | |
| Olivo                         | Hoja de olivo                                              | 19 de junio de 2005     | Álvaro Obregón    | Paso                        | - Completa - Doctor Gálvez - Sur - Rojo Gómez                   | |
| Altavista                     | Dos flores                                                 | 19 de junio de 2005     | Álvaro Obregón    | Paso                        | - Completa - Doctor Gálvez - Sur - Rojo Gómez                   | Otros servicios - 116-A |
| La Bombilla                   | Bombilla                                                   | 19 de junio de 2005     | Álvaro Obregón    | Paso                        | - Completa - Doctor Gálvez - Sur - Rojo Gómez                   | Otros servicios - 21-D, 34-B |
| Doctor Gálvez                 | Busto de José Gálvez Ginachero                             | 19 de junio de 2005     | Álvaro Obregón    | Paso                        | - Completa - Doctor Gálvez - Sur - Rojo Gómez                   | Otros servicios - 13-A, 21-D, - 34-B, 123-B, 125, 128                                                                                                 |
| Ciudad Universitaria          | Torre de Rectoría                                          | 19 de marzo de 2008     | Coyoacán          | Paso                        | - Completa - Sur                                                | Otros servicios - Ciudad Universitaria - Pumabús Metrobús CU                                                                                          |
| Centro Cultural Universitario | Emblema de la Coordinación de Difusión Cultural de la UNAM | 9 de septiembre de 2011 | Coyoacán          | Paso                        | - Completa - Sur                                                | Otros servicios - Pumabús Zona Cultural |
| Perisur                       | Trébol carretero                                           | 13 de marzo de 2008     | Coyoacán          | Paso                        | - Completa - Sur                                                | Otros servicios - Perisur - 57-A, 57-C |
| Villa Olímpica                | «Disco Solar» de Jacques Moeschal                          | 13 de marzo de 2008     | Tlalpan           | Paso                        | - Completa - Sur                                                | |
| Corregidora                   | Busto de Josefa Ortiz de Domínguez                         | 13 de marzo de 2008     | Tlalpan           | Paso                        | - Completa - Sur                                                | |
| Ayuntamiento                  | Fachada del ayuntamiento de la alcaldía Tlalpan            | 13 de marzo de 2008     | Tlalpan           | Paso                        | - Completa - Sur                                                | |
| Fuentes Brotantes             | Glifo de Tochihuitl                                        | 13 de marzo de 2008     | Tlalpan           | Paso                        | - Completa - Sur                                                | |
| Santa Úrsula                  | Fachada del templo de Santa Úrsula Xitla                   | 13 de marzo de 2008     | Tlalpan           | Paso                        | - Completa - Sur                                                | |
| La Joya                       | Diamante                                                   | 13 de marzo de 2008     | Tlalpan           | Paso                        | - Completa - Sur                                                | |
| El Caminero                   | Monumento al Caminero                                      | 13 de marzo de 2008     | Tlalpan           | Terminal                    | - Completa - Sur                                                | Otros servicios - 2-A, 17-E, 17-F, 69, 111-A, 131, 132, 134, 134-A, 134-B, 134-C, 134-D                                                               |